# Sophie Melbinger
Sophie Melbinger (* 10. November 1985 in München) ist eine deutsch-österreichische Schauspielerin.

## Leben und Karriere
Sophie Melbinger ist in München aufgewachsen. Von 2011 bis 2015 studierte sie Schauspiel an der Universität Mozarteum Salzburg. Während ihres Studiums spielte sie am Landestheater Salzburg, am Residenztheater in München und an den Landungsbrücken Frankfurt.
In der Spielzeit 2013/14 war sie Ensemblemitglied des Schauspielstudios am Deutschen Nationaltheater Weimar. Seit der Spielzeit 2017/18 ist sie Ensemblemitglied beim Theater und Orchester Heidelberg.
Darüber hinaus war sie in Film- und Fernsehproduktionen zu sehen. 2010 spielte sie eine Rolle im Fernsehfilm Lüg weiter, Liebling. Im gleichen Jahr hatte sie in der Tatort-Episode Der traurige König eine Rolle. 2012 spielte sie in der ARD-Telenovela Sturm der Liebe die Rolle der Daniela Wiegand.
Melbinger spricht – neben ihrer Muttersprache – Englisch und Französisch. Ihre derzeitigen Wohnorte sind München und Heidelberg.

## Theater (Auswahl)
- 2009/10 Glaube Liebe Hoffnung, Landungsbrücken Frankfurt, Regie Tim Egloff
- 2013 Die Ratten, Rolle: Alice Rütterbusch, Residenztheater München, Regie Yannis Houvardas
- 2013/14 Bildstörung, Rolle: Nora, Landestheater Salzburg, Regie Astrid Großgasteiger
- 2013/14 Die drei Musketiere, Rolle: Königin, Deutsches Nationaltheater Weimar, Regie Markus Bothe
- 2013/14 Nichts, was im Leben wichtig ist, Deutsches Nationaltheater Weimar, Regie Bijan Zamani
- 2015–2017 Bühnen Bern, Festengagement
- 2017–2021 Theater und Orchester Heidelberg, Festengagement

## Filmografie (Auswahl)
- 2010: Lüg weiter, Liebling (Fernsehfilm)
- 2012: Tatort – Der traurige König, Regie Thomas Stiller
- 2012: Sturm der Liebe (Fernsehserie)
- 2012: Tatort – Macht und Ohnmacht, Regie Thomas Stiller
- 2014: Stereo, Regie Maximilian Erlenwein
- 2016: Der Alte – Liebesrausch, Regie Andreas Morell
- 2016: Pregau – Kein Weg zurück, Regie Nils Willbrandt
- 2017: In Wahrheit: Mord am Engelsgraben, Regie  Miguel Alexandre
- 2017: Der Bergdoktor – Zurück ins Leben, Regie Axel Barth
- 2018: Der Alte – Folge 413: Perfektes Glück
- 2022–23: Die Rosenheim-Cops (Fernsehserie)
- 2022: Euer Ehren (Fernsehserie)
- 2024: Die Landarztpraxis (Fernsehserie, Staffel 2, DHR)
- 2024: Watzmann ermittelt (Fernsehserie)
- 2024: Nine Perfect Stranger
- 2024: Inga Lindström: Sag einfach ja